# Evan Bradds
Evan Christopher Bradds (Jamestown, Ohio, 19 de abril de 1994) es un exjugador y actrual entrenador de baloncesto estadounidense que pertenece al equipo de asistentes de los Maine Red Claws de la G League. Con 2,01 metros de estatura, jugaba en la posición de alero.

## Trayectoria deportiva

### Universidad
Jugó durante cuatro temporadas con los Bruins de la Universidad de Belmont, en las que promedió 14,9 puntos, 7,1 rebotes y 1,7 asistencias por partido. En sus dos últimas temporadas fue incluido en el mejor quinteto de la Ohio Valley Conference, siendo además en ambas elegido Jugador del Año de la conferencia.

### Entrenador
Tras no ser elegido en el Draft de la NBA de 2017, y tras estar convaleciente de una lesión en el ligamento cruzado anterior, aceptó la oferta de Brad Stevens, entrenador de los Boston Celtics, quien ya lo había recrutado como jugador de high school en el pasado, para formar parte del staff técnico del filial de los Celtics en la G League, los Maine Red Claws.